# Трохтелфинген
Трохтелфинген (на немски: Trochtelfingen) е град в Швебишер Алб в Баден-Вюртемберг, Германия с 6366 жители (към 31 декември 2017).
Намира се на ок. 25 км южно от окръжния град Ройтлинген. Трохтелфинген е споменат за пръв път през 1161 г. като Truhdolvingin. През 1952 г. получава права на град.